# Netanel Wurmser
Netanel Wurmser (* 1953 in Basel, Schweiz) ist ein orthodoxer Rabbiner. 

## Leben
Nachdem Wurmser sich entschied Rabbiner zu werden, ging er nach Israel, um dort sein Studium in Jerusalem aufzunehmen. Dort lernte er seine spätere Ehefrau kennen. Mitte der 1990er Jahre kam er nach Deutschland und war Rabbiner unter anderem in Fürth.
Wurmser ist verheiratet und hat acht Kinder.
Im November 2015 geriet Wurmser in öffentliche Kritik, weil er im Rahmen einer Gedenkveranstaltung zu den Novemberpogromen 1938 anwesenden Frauen den üblichen Handschlag verweigerte. Dieser streng orthodoxe Ansatz wurde teils als mangelnde Höflichkeit und dem Anlass unangemessen erachtet, da die jüdische Tradition in Gmünd konservativ gewesen sei, aber nicht orthodox. Die Israelitische Religionsgemeinschaft Württembergs verteidigte dagegen Wurmsers Festhalten an jüdischem Brauchtum und protestierte gegen eine „Hexenjagd auf einen bestimmten Rabbiner“.
Von 2002 bis 2018 war er Landesrabbiner in Württemberg bei der Israelitischen Religionsgemeinschaft Württembergs mit Dienstsitz in Stuttgart. Als Landesrabbiner für Württemberg war Wurmser Nachfolger von Joel Berger. 2018 ging Wurmser in Ruhestand; Nachfolger wurde Yehuda Pushkin.